# Trần Duy Anh
Trần Duy Anh (sinh 1954) là một sĩ quan cấp cao trong Quân đội nhân dân Việt Nam, Phó Giáo sư, Tiến sĩ, Thầy thuốc nhân dân, hàm Trung tướng, nguyên Giám đốc Bệnh viện Trung ương Quân đội 108 (2008-2014)

## Thân thế và sự nghiệp
Trước đó, ông từng giữ chức Phó Giám đốc Bệnh viện Trung ương Quân đội 108
Năm 2008, bổ nhiệm giữ chức Giám đốc Bệnh viện Trung ương Quân đội 108 và là Phó Bí thư Đảng ủy Bệnh viện
Năm 2014, ông nghỉ chờ hưu.
Thiếu tướng (12.2007), Trung tướng (12.2011)
Thầy thuốc nhân dân (2012).<ref name=":1" /
Học trò cưng số 1 của cô chu thị mai hương